# Olympic Park Seoul
Der Olympic Park Seoul ist eine Parkanlage in Seoul. Sie wurde anlässlich der Olympischen Sommerspiele 1988 gestaltet und war neben dem Seoul Sports Complex der zweite größere Sportkomplex. Dort befinden sich ein Velodrom, mehrere Sporthallen, Tennisplätze und ein Schwimmbad. Daneben gibt es weitere Gebäude im Park. Die Parkanlage liegt rund 13 Kilometer südöstlich des Stadtzentrums in unmittelbarer Nähe des Flusses Han.

## Gebäude

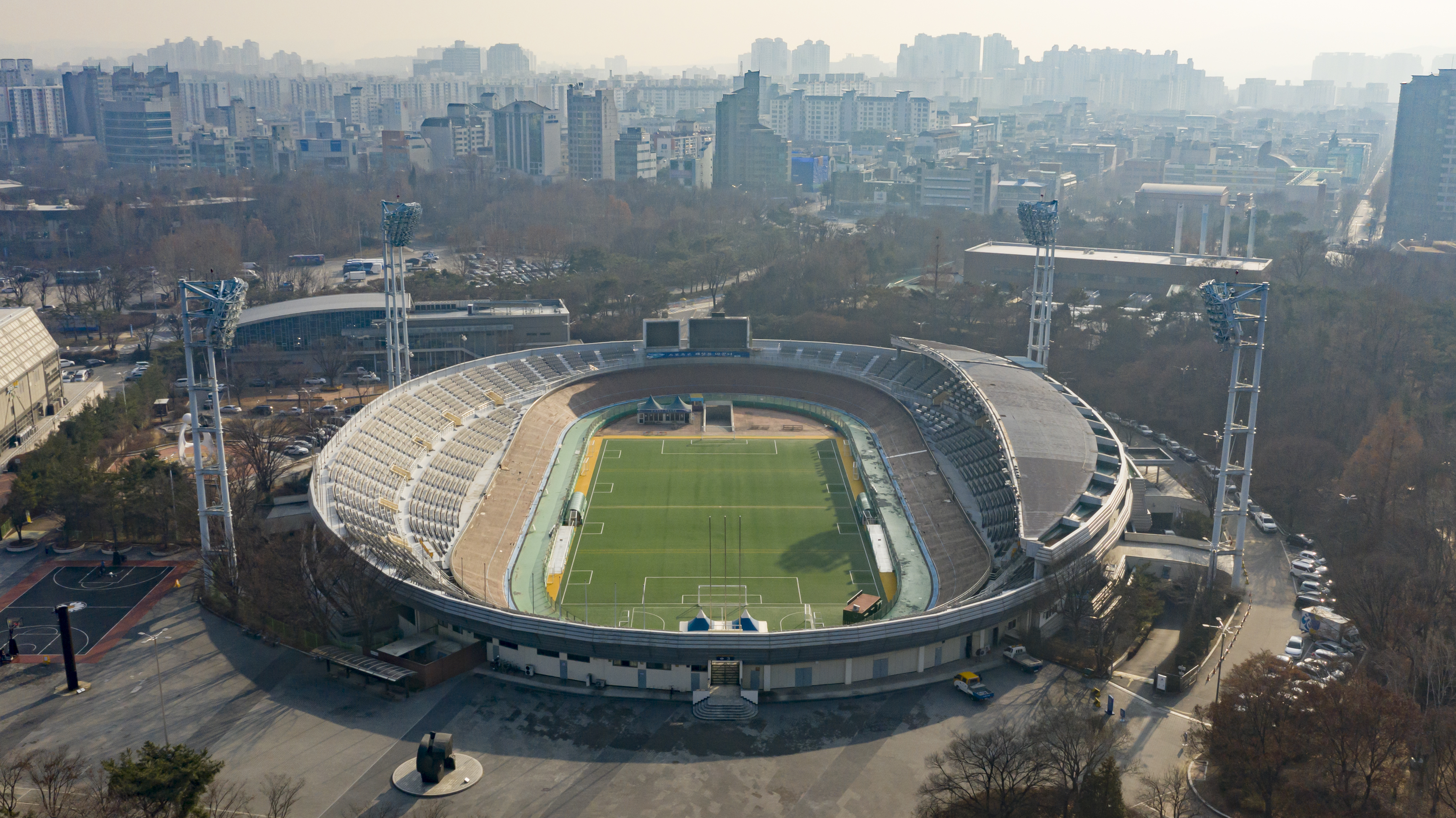
Das Velodrom

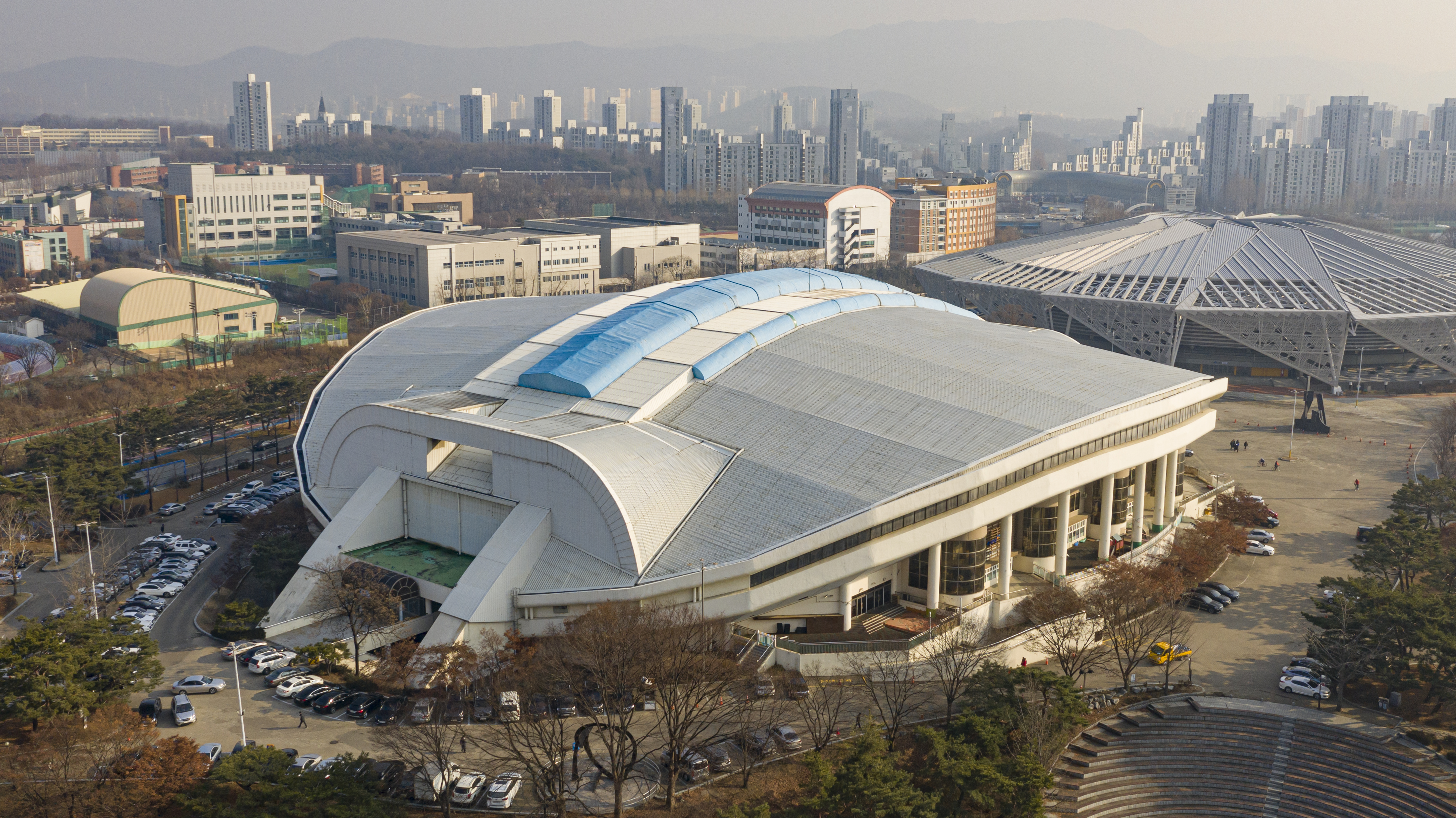
Die Schwimmhalle

Im Olympiapark finden sich Sportstätten der Olympischen Spiele des Jahres 1988. Das Velodrom, das die erste Holzbahn in Asien erhielt, fasst 6000 Zuschauer. Daneben gibt es die Sporthallen, in denen die Wettbewerbe im Gewichtheben stattfanden. Sie hat eine Zuschauerkapazität von 4000 und besitzt eine teilweise aus Fiberglas bestehende Fassade und ein ebensolches Dach. Die Halle für die Fechtwettbewerbe fasst 7000 Personen, die Turnhalle 14.730. Zudem befinden sich im Park die Tennisplätze für das olympische Turnier und die Schwimmhalle für die Schwimmwettbewerbe, die 10.000 Zuschauern Platz bot.
Neben den Sportanlagen befinden sich im Olympic Park das Seoul Olympic Museum, das Seoul Olympic Museum of Art, der Olympic Sculpture Park, das Olympic Parktel Hotel, die Olympiahalle und die Koreanische Sportuniversität. Weiterhin gibt es einen großen See mit angrenzender Bühne.

## Geschichte
Die Planungen für den Olympic Park Seoul begannen im Februar 1983. Der Kauf des Landes und die Konstruktion der Gebäude fiel unter die Verantwortung der Stadt Seoul, während die Finanzierung unter die Zuständigkeit des SLOOC fiel. Es wurde ein Gestaltungswettbewerb ausgeschrieben, der die Sportstätten fürs Fechten, Gewichtheben, Radfahren, Schwimmen und Turnen umfasste, wie auch die Rekonstruktion einer antiken Schlammmauer, die Anlage eines Sees und von Grünflächen. Weiterhin sollten ein Olympiazentrum, die Nationale Sportuniversität und Seoul Sportschule in den Entwurf integriert werden. Der Wettbewerb brachte jedoch kein zufrieden stellendes Ergebnis. Deshalb wurde im September 1983 das Umweltplanungs-Institut der Seouler Nationaluniversität mit den Planungen beauftragt. Zugleich wurde ein Komitee eingerichtet, das dasselbe Ziel verfolgen sollte. Im März 1984 stand dann das Konzept für den Olympiapark.

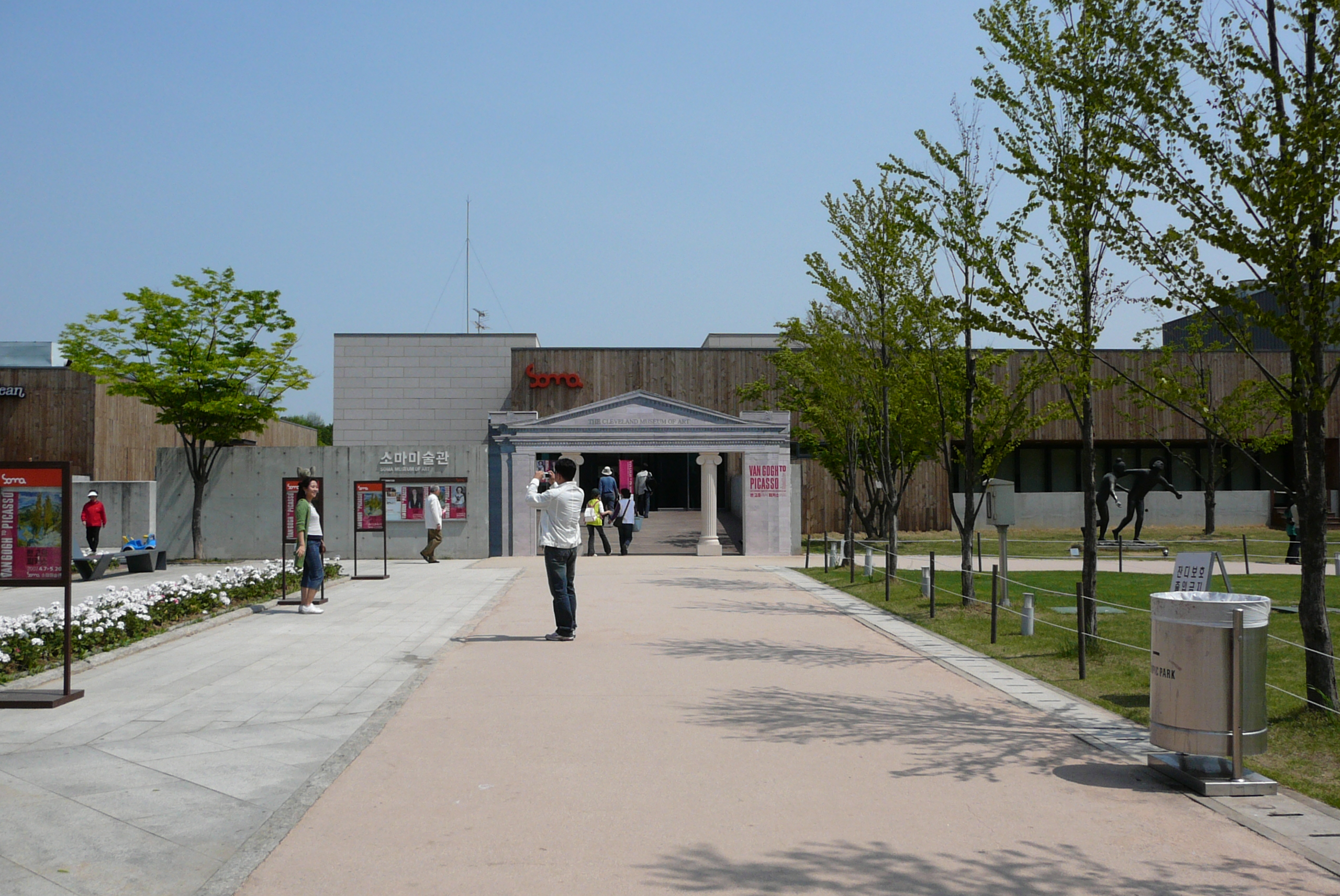
Seoul Museum of Art

Es wurden zwei Gesellschaften und sechs weitere Firmen mit den Arbeiten betraut. Für die exakte Ausarbeitung der Pläne wurde ein strenger Zeitplan gesetzt. Ein Gremium wurde damit betraut, die Entwürfe für die unterschiedlichen Gebäude zu harmonisieren. Der Bau des Velodroms begann am 4. September 1984 und endete am 30. April 1986, der der Sporthalle für das Gewichtheben startete am 31. August 1984 und dauerte ebenfalls bis zum 30. April 1986. Die Fechthalle entstand zwischen dem 5. September 1984 und dem 30. April 1986. Der Bau der Turnhalle begann am 31. August 1984 und kam mit den anderen zum Ende. Die Tennisplätze entstanden zwischen dem 22. Juli 1985 und dem 15. August 1986, die Schwimmhalle zwischen dem Juli 1986 und dem Mai 1988.
Die Freifläche neben dem Friedenstor im Olympic Park wird regelmäßig für außergewöhnliche Veranstaltungen genutzt. Im Herbst 2005 konnte hier auf Einladung der Stadt Seoul die Ausstellung der United Buddy Bears – aus Berlin kommend – präsentiert werden. Dabei kam es erstmals nach 60 Jahren dazu, dass Kunstwerk-Unikate aus Süd- und Nordkorea, gestaltet von Künstlern aus den jeweiligen Landesteilen, friedvoll nebeneinander stehen konnten.